# Джангомбе Бойз
Футбольний клуб Джангомбе Бойз або просто Джангомбе Бойз (англ. Jang'ombe Boys Football Club) — професіональний танзанійський та занзібарський футбольний клуб з Занзібару на однойменному острові.

## Історія
Заснований у 1999 році на острові Занзібар. У 2017 році виступав у занзібарській Прем'єр-лізі, вищому футбольному дивізіоні на території автономії. У тому ж році брав участь у розіграші у кубку країни, де в матчі-відкритті турніру переміг угандійський УРА з рахунком 2:1. Проте після поразки від танзанійської «Сімби» припинив боротьбу в турнірі.